# Famille Chaumont de La Galaizière
Pour les articles homonymes, voir Chaumont.
La famille Chaumont de La Galaizière ou de Chaumont de La Galaizière est une famille éteinte de la noblesse de robe française originaire des Pays-Bas méridionaux. Elle compte plusieurs parlementaires, administrateurs et ecclésiastiques.

## Histoire
La filiation suivie remonte à Antoine Ier (1638-après 1671), issu de la bourgeoisie de Namur. La famille est naturalisée française en 1720 et en 1734. Elle est anoblie par charge de secrétaire du roi (1719-1740) : Antoine II Chaumont (1671-1753), banquier à Namur, très riche, devient secrétaire du roi en 1719 et reçoit ses lettres d'honneur en 1741. Il est titré marquis de La Galaizière dès 1734.

## Filiation simplifiée
- Antoine (1671-1753)
  - Antoine-Martin Chaumont de La Galaizière (1697-1783), chancelier de Lorraine sous Stanislas Leszczynski.
    - Antoine Chaumont de La Galaizière (1727-1812), intendant de Lorraine puis d'Alsace.
      - Antoine Pierre de Chaumont de La Galaizière (1759-1846), parlementaire, banquier, conseiller d'État.

    - Barthélemy-Louis-Martin Chaumont (1737-1808), évêque de Saint-Dié.

  - Jean-Baptiste Chaumont de La Galaizière (1701-1777), comte de Lucé, représentant de Louis XV auprès de Stanislas Leszczynski.
  - Henri-Ignace Chaumont de La Galaizière (1706-1784), titulaire de nombreux bénéfices ecclésiastiques en Lorraine.
  - Jacques-Louis Chaumont de La Millière, intendant du Limousin.
    - Antoine-Louis Chaumont de La Millière (1746-1803), intendant des ponts et chaussées.

## Portraits

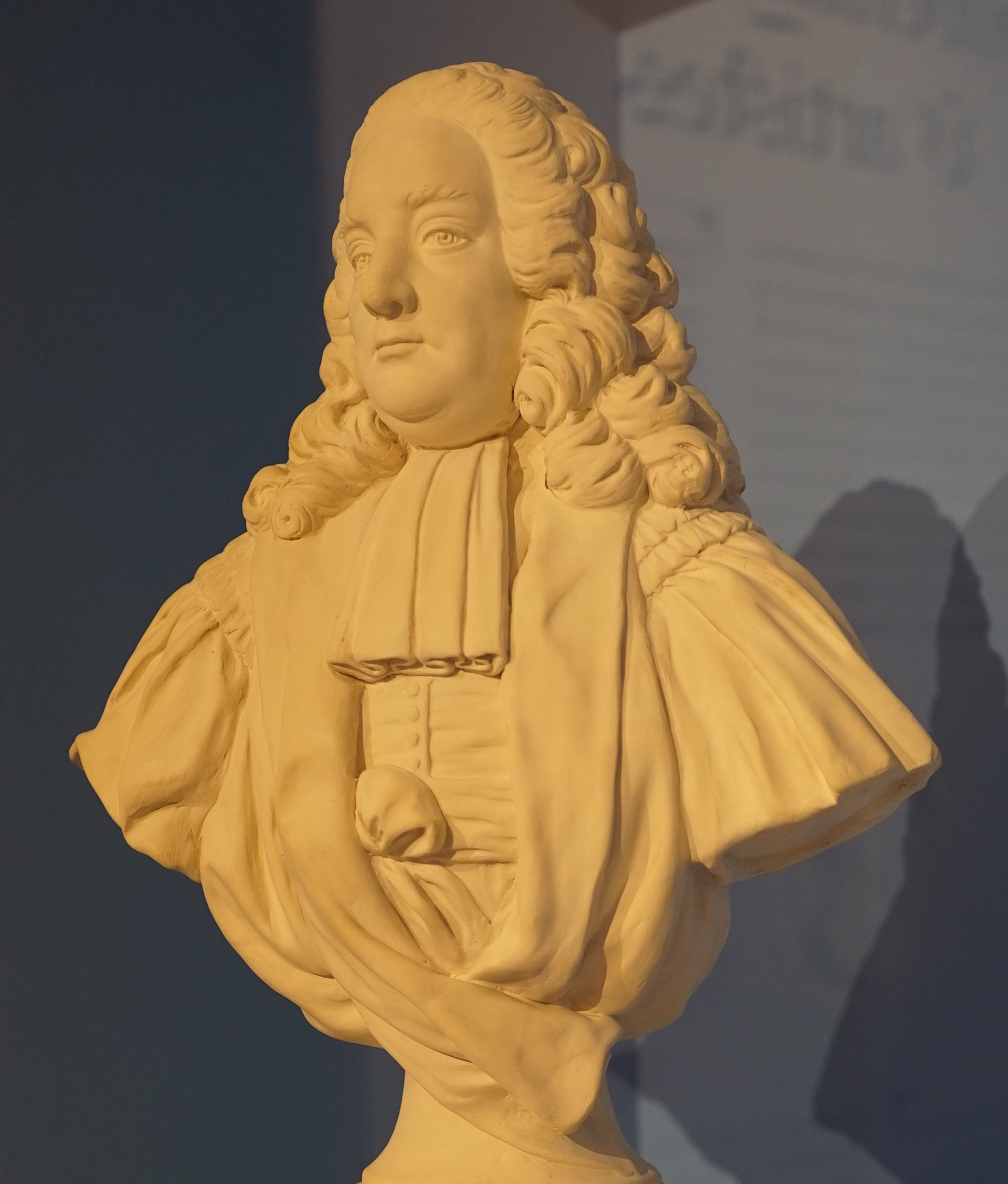
Antoine-Martin Chaumont de La Galaizière (1697-1783).
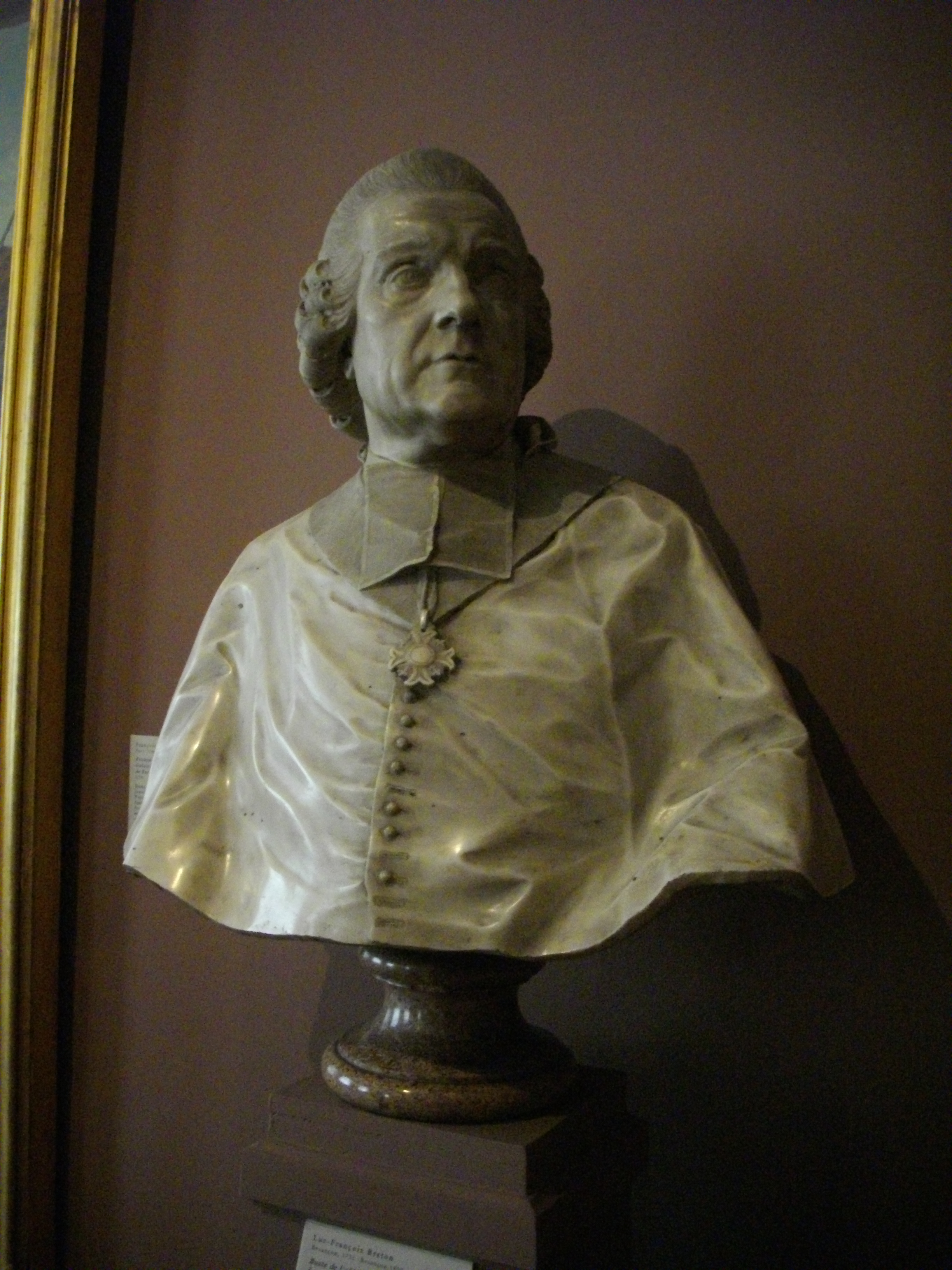
Henri-Ignace Chaumont de la Galaizière (1706-1784).
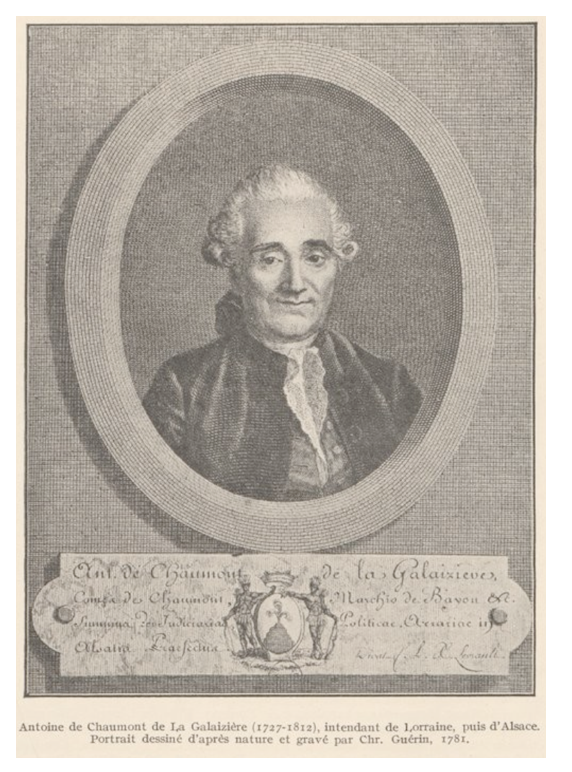
Antoine (de) Chaumont de La Galaizière (1727-1812).
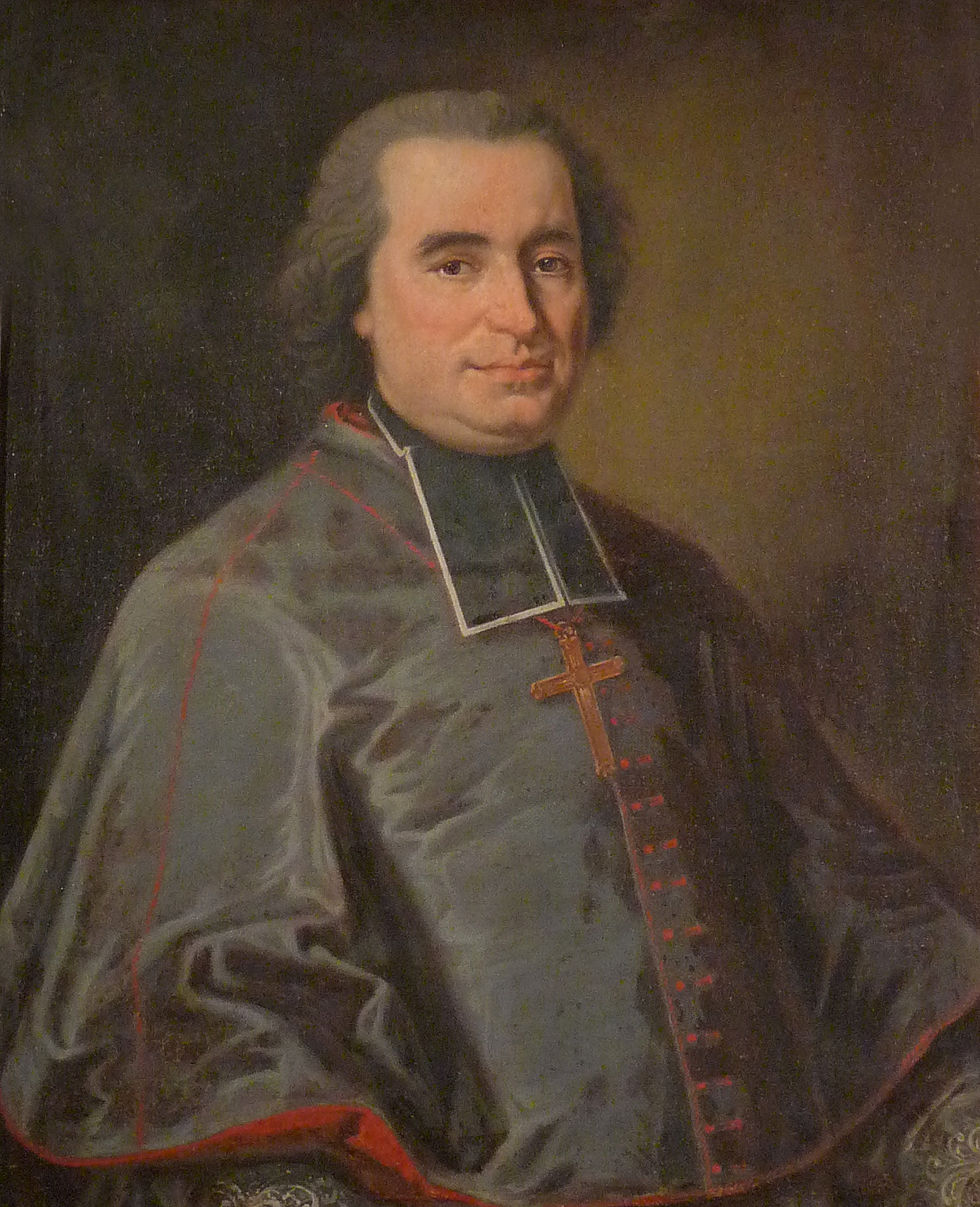
Barthélémy-Louis Chaumont de la Galaizière (1737-1808).
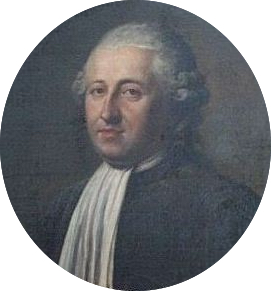
Antoine-Louis Chaumont de La Millière (1746-1803).

## Propriétés

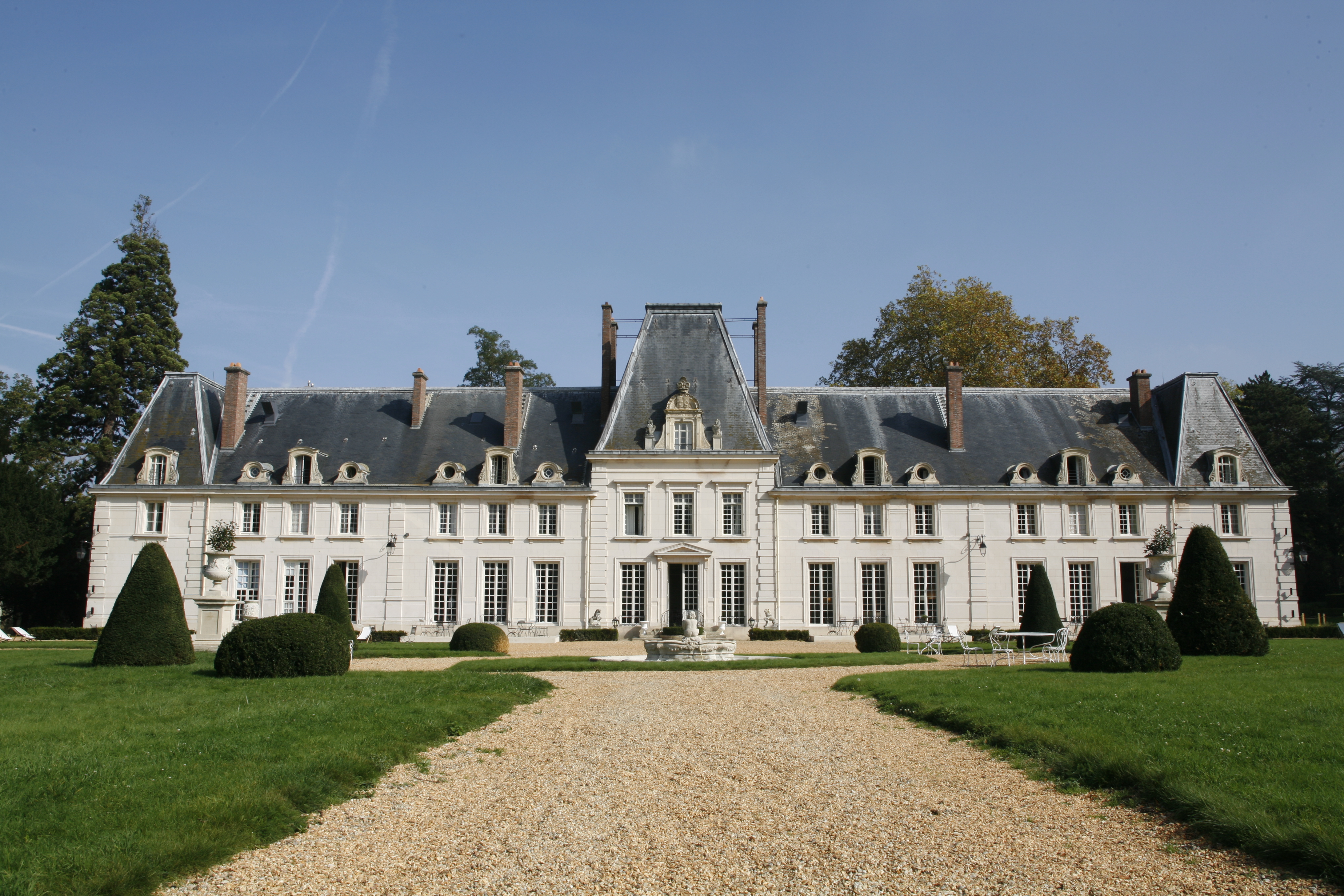
Château de Mareil-le-Guyon
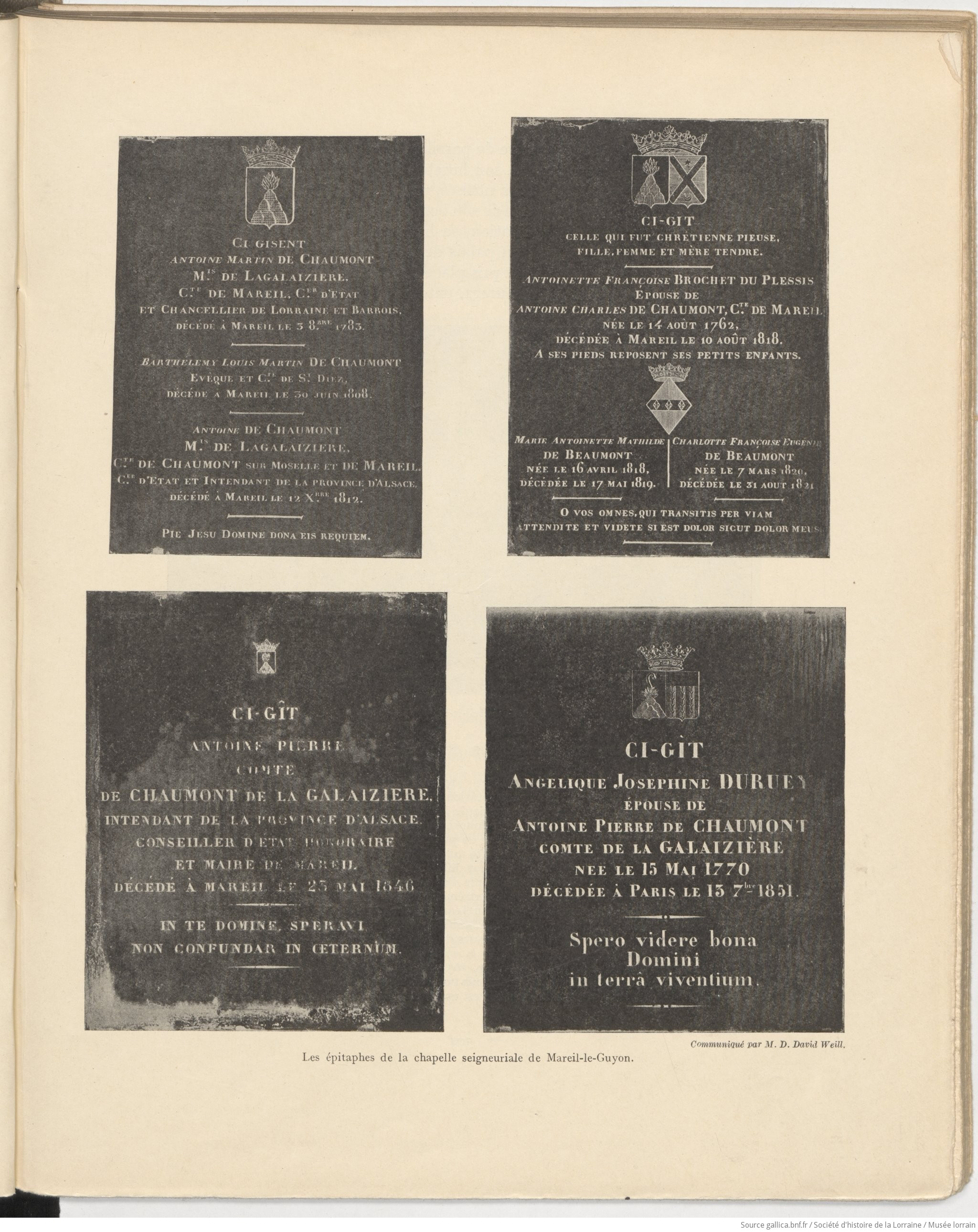
Épitaphes de la famille Chaumont à Mareil-le-Guyon
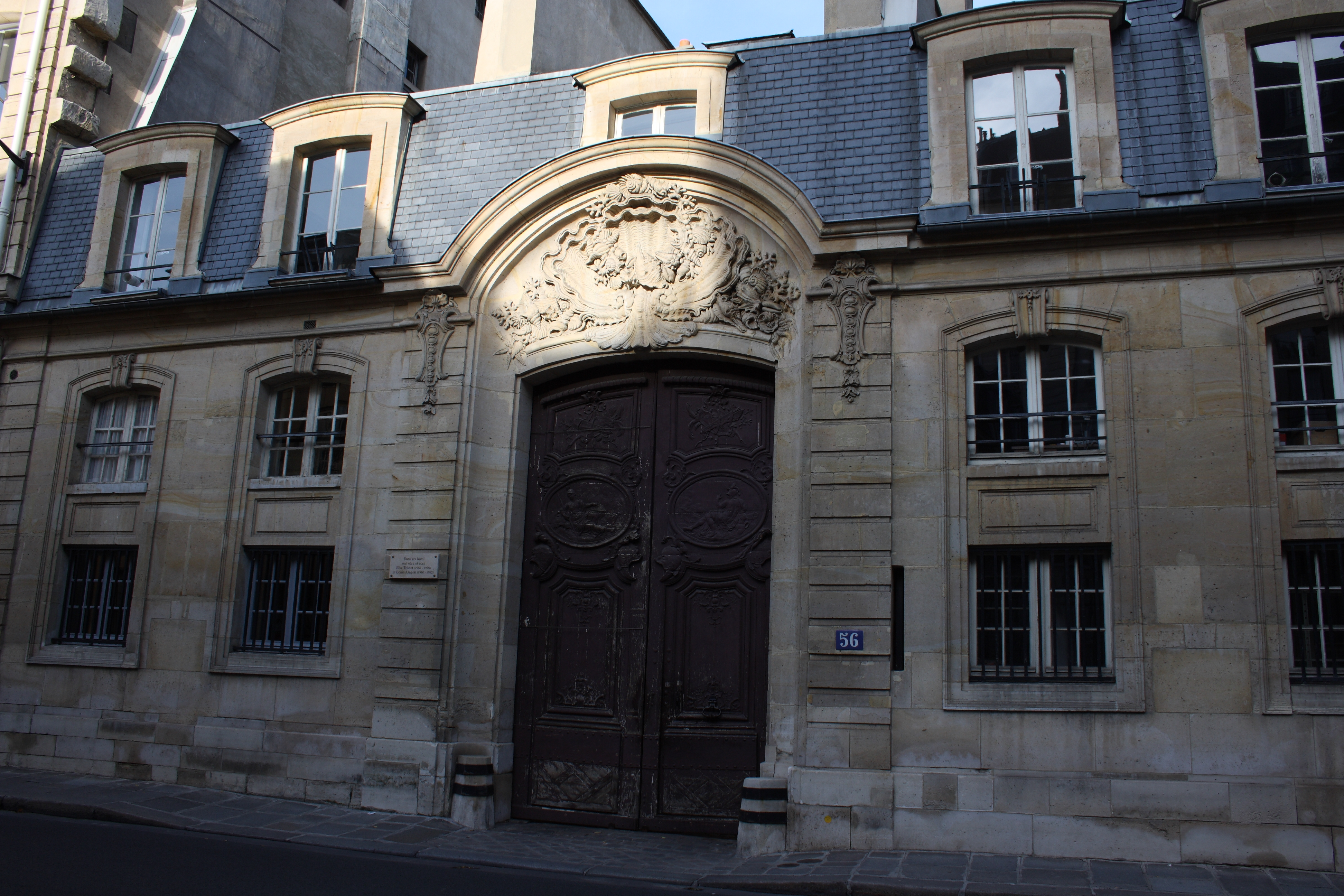
Hôtel Gouffier de Thoix à Paris
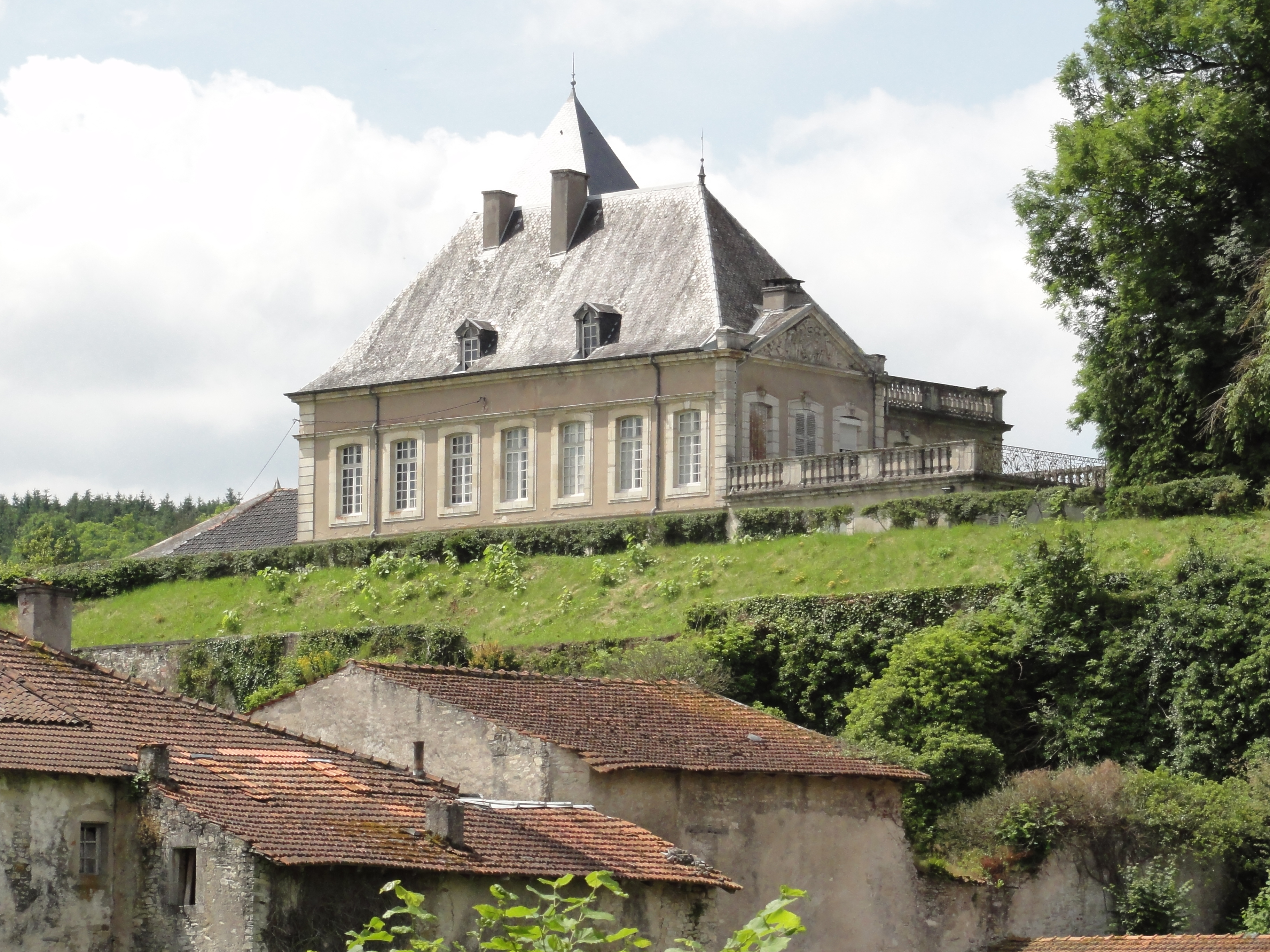
Château de Neuviller-sur-Moselle

## Héraldique
D'argent au volcan de sinople fumant de gueules.